# Далия Зафирова
Далия Кирилова Зафирова е българска тенисистка. През 2009 г. е поканена в отбора на България за Фед Къп.
Започва да тренира тенис на седем годишна възраст, като неин треньор първоначално е Стоян Велев, а впоследствие баща ѝ Кирил Зафиров. Състезателка е на ТК „Лозенец 2000“.

## Кариера
През 2007 г. е финалистка в заключителния турнир от веригата GLOBUL Tennis Cup, като губи финала от Лора Станчева.
През октомври 2008 г. играе финал на турнира с награден фонд 10 000 щ.д. в Солун, където губи от холандката Марлот Меденс. През същата година играе още два полуфинала на сингъл на турнирите в София и Сандански. Има и два полуфинала на двойки на турнири в Румъния в Балс с Чен Астрого (Израел) и Хунедоара с Александра Каданту (Румъния).
В началото на 2009 г. постига успехи в турнирите на двойки. Играе полуфинал в Латина (Италия) и финал в Букурещ. През юли печели първата си титла на сингъл в Прокупле (Сърбия), побеждавайки на финала в оспорван мач младата надежда на домакините Александра Крунич.
През април 2010 г. печели последователно два турнира на двойки, в Анталия и Шибеник.

## Финали

### Титли на сингъл (1)
| Година | Турнир   | Категория    | Съперник          | Резултат   |
| 2009   | Прокупле | ITF $ 10 000 | Александра Крунич | 6-3 7-6(3) |

### Загубени финали на сингъл (2)
| Година | Турнир | Категория    | Съперник            | Резултат |
| 2008   | Солун  | ITF $ 10 000 | Марлот Меденс       | 1-6 0-6  |
| 2011   | Варна  | ITF $ 10 000 | Ралука Елена Платон | 0-6 1-6  |

### Титли на двойки (3)
| Година | Турнир  | Категория    | Партньор           | Съперници                            | Резултат   |
| 2010   | Анталия | ITF $ 10 000 | Михаела Бузарнеску | Вероника Чвойкова Мартина Кубичикова | 7-6(1) 7-5 |
| -      | Шибеник | ITF $ 10 000 | Александра Каданцу | Мария Абрамович Мадалина Гойня       | 6-2 6-3    |
| 2011   | Пирот   | ITF $ 10 000 | Чила Арделан       | Йелена Лазаревич Ана Михаела Владуту | 6-2 6-2    |

### Загубени финали на двойки (3)
| Година | Турнир  | Категория    | Партньор            | Съперници                           | Резултат        |
| 2009   | Букурещ | ITF $ 10 000 | Десислава Младенова | Лаура-Йоана Андрей Диана-Андрея Гае | 1-6 7-5 [12-14] |
| 2010   | Букурещ | ITF $ 10 000 | Десислава Младенова | Диана Еначе Кристина-Андреа Миту    | 3-6 1-6         |
| 2011   | Веление | ITF $ 10 000 | Деяна Райчкович     | Мария Абрамович Скарлет Вернер      | 4-6 4-6         |
| -      | Палич   | ITF $ 10 000 | Карина Гоя          | Наталия Колат Олга Брозда           | 2-6 3-6         |

## Класиране в ранглистата в края на годината
| Година | 2006 | 2007 | 2008 | 2009 | 2010 |
| Сингъл | 1064 | -    | 647  | 527  | 861  |
| Двойки | -    | 909  | 784  | 764  | 592  |